# ジェノワーズ (ケーキ)

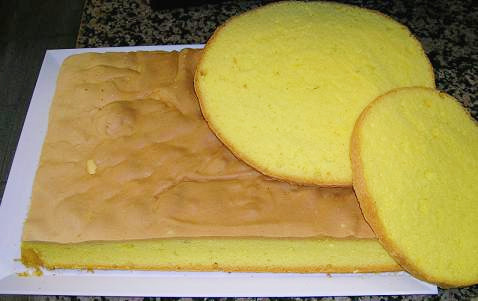
ジェノワーズの例

ジェノワーズ（フランス語: génoise）、パータ・ジェノワーズ（pâte à génoise）は、フランスのスポンジケーキ、スポンジ生地の一種。

## 概要
油分を含む卵黄を卵白と分けずに泡立てて作る共立て法によって作られたスポンジ生地であり、ショートケーキとして使用されるほか、モンブランなどのケーキの土台としても使われる。共立て法のことをジェノワーズ法とも呼ぶ。
なお、卵黄を卵白と分けて作る別立て法で作るスポンジ生地は、パータ・ビスキュイ（pâte à biscuit）と呼ばれて区別されている。

## 特徴
スポンジ生地がきめ細かくなるのが特徴。バタークリームなどの濃厚なものとの相性が良い。

## 作るうえでの注意点
全卵を泡立てる際には湯煎にして人肌程度の温度で行う。全卵を泡立てる際に湯煎するのは、泡が大きく、かつ消えやすくするためであり、温度を一定に保つために湯煎と、湯煎から外して泡立てることを繰り返す。湯煎のまま泡立てると卵のこしが完全に切れてしまい、泡が安定しなくなってきめが粗くなる。
泡立てが不足だと形よく膨らまず、生地の目が詰まってくる。逆に泡立てが過剰だと生地が膨らみすぎて、中央部が凹んでしまう。

## 由来
「ジェノワーズ」は「ジェノバ風の」の意味であり、フランスにはイタリアのジェノバ（当時はジェノヴァ共和国）から伝わってきたことに由来する。
ジェノバではパン・ディ・スパーニャ（イタリア語: pan di Spagna）と呼ばれている。これは「スペインのパン」の意であり、ジェノワーズの製法は元をただせばスペイン発祥と推測される。
以下のような説がある。
18世紀中ごろ、ジェノヴァ共和国の駐スペイン大使に雇われていた料理人Giobatta Cabonaが、大使の開いた晩餐会で披露したケーキはスペインに敬意を表してパン・ディ・スパーニャと呼ばれるようになり、考案した料理人がジェノバ出身ということからジェノワーズと呼ばれるようになった。このケーキがポルトガルを経由して日本に伝わり、カステラとなった。